# Izabel Goulart
Maria Izabel Goulart Dourado (São Carlos, Estado de São Paulo, 23 de octubre de 1984), conocida simplemente como Izabel Goulart, es una modelo brasileña, conocida por haber sido ángel de Victoria's Secret desde 2005 hasta 2008 y por su trabajo con Armani Exchange y Sports Illustrated Swimsuit Issue.

## Primeros años
Goulart nació en São Carlos, São Paulo. Es de ascendencia portuguesa e italiana, y tiene cuatro hermanos y una hermana. El colegio fue una etapa especialmente dura para Goulart, ya que se metían con ella por su constitución delgada y le llamaban "jirafa".
Mientras estaba de compras con su madre a los 14 años, un peluquero sugirió que debía ser modelo. Se mudó a la capital de su estado, São Paulo, y comenzó a modelar, mudándose a Francia poco después para seguir con su carrera. Goulart volvió a São Paulo en agosto de 2001 (a los 17 años), donde se unió a la agencia Success. Su carrera en el mundo de la moda brasileño despegó con Ney Alves, el actual director de Major Models Brazil.

## Carrera
Durante su primera aparición en una pasarela, experimentó un fallo de vestuario cuando su top se abrió. El incidente llegó a varias revistas brasileñas. Poco después olvidaría esta mala experiencia y volvería a desfilar para marcas como Alberta Ferretti, Bill Blass, Balenciaga, Bottega Veneta, Isabel Marant, Givenchy, Altuzarra, Oscar de la Renta, Valentino, Balmain, Jil Sander, Chanel, Michael Kors, Ralph Lauren, Emilio Pucci, Dolce and Gabbana, Emanuel Ungaro, Loewe, Roberto Cavalli y Stella McCartney, entre otras.
Goulart también ha modelado para H&M, Express, Neiman Marcus, Missoni y DSquared².
En 2005, Goulart apareció en las portadas de la edición de abril de Marie Claire Francia y, en diciembre, de Vogue Brasil. Hizo su primera aparición en el Victoria's Secret Fashion Show en 2005, el mismo año en el que fue contratada como ángel. Recibió una estrella en el "Paseo de la fama" antes del Victoria's Secret Fashion Show 2007. A pesar de que desde 2008 ya no era un ángel, Goulart desfiló en todos shows de la marca hasta 2016. En 2008, reemplazó a la también modelo Alessandra Ambrosio como rostro de A/X Armani Exchange.

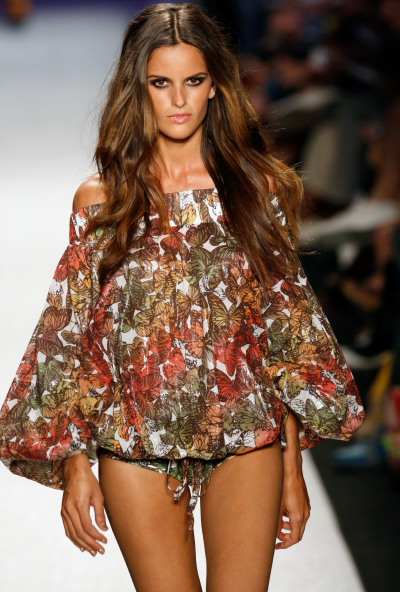
Goulart desfilando por la pasarela.

En 2010, Goulart apareció en portada de octubre de GQ México, Vogue Brasil y apareció en una campaña para Avon. IEse mismo año, fue votada la "mejor modelo internacional" por Glamour México.
En 2011, Goulart apareció en Sports Illustrated Swimsuit Issue.También apareció en la campaña primavera/verano 2011 de Dolce and Gabbana, la campaña pre-otoño de ese año de Givenchy, y en una campaña de DKNY Jeans. Ese mismo año, se posicionó en el número 100 en la lista de la revista FHM, "Mujeres más sexys del mundo". Ha aparecido en un total de cuatro portadas de Elle Brasil.
En febrero de 2012, fue fotografiada por Dusan Reljin para Vogue España, y más tarde ese mismo año Mario Testino, otra vez para Vogue España, en una editorial llamada "Las majas", en la que también participaron Alessandra Ambrosio, Doutzen Kroes, Miranda Kerr y Isabeli Fontana. En noviembre, fue reconocida como "Personalidad de la Moda del Año" por la revista brasileña Isto é Gente, y apareció en la portada de Glamour Brasil en diciembre de 2012.
En febrero de 2013 apareció en la portada de cuatro ediciones de Vogue Brasil, junto a Bette Franke, Magdalena Frackowiak, y Mirte Maas.
A mediados de 2013, se convirtió en el rostro de MAC Cosmetics Tropical Taboo y fue fotografiada por Zee Nunes para la edición de octubre de Vogue Brasil en una editorial titulada "Olympiada Fashion". Ese mismo año apareció en una campaña para Agua De Coco para su colección de playa 2014. Apareció en la portada de GQ Portugal en diciembre de 2013, después de ser elegida por la revista como "Mujer Internacional de Año" en mayo de ese año.

## Vida personal
En 2009 se comprometió con el futbolista Marcelo Costa, pero ya no son pareja. En 2015 comenzó una relación con el portero alemán, Kevin Trapp. El 5 de julio de 2018, se comprometieron.